# Gouveia (Minas Gerais)
Gouveia – miasto i gmina w Brazylii, w stanie Minas Gerais. Znajduje się w mezoregionie Jequitinhonha i mikroregionie Diamantina.